# Dactylochelifer
Dactylochelifer es un género de pseudoscorpiones de la familia Cheliferidae. Un total de 28 especies de las 44 clasificadas en este género se distribuyen por el Medio Oriente y Asia Central, aunque hay muy poca información de la mayoría, debido a que han sido muy poco estudiados.

## Especies
La siguiente es la lista de especies pertenecientes a este género.
- Dactylochelifer amurensis
- Dactylochelifer anatolicus
- Dactylochelifer arabicus
- Dactylochelifer balearicus
- Dactylochelifer beieri
- Dactylochelifer besucheti
- Dactylochelifer brachialis
- Dactylochelifer copiosus
- Dactylochelifer dolichodactylus
- Dactylochelifer falsus
- Dactylochelifer gansuensis
- Dactylochelifer gobiensis
- Dactylochelifer gracilis
- Dactylochelifer gruberi
- Dactylochelifer infuscatus
- Dactylochelifer intermedius
- Dactylochelifer kaszabi
- Dactylochelifer kerzhneri
- Dactylochelifer kussariensis
- Dactylochelifer ladakhensis
- Dactylochelifer latreillei
- Dactylochelifer latreillii
- Dactylochelifer lindbergi
- Dactylochelifer lobatschevi
- Dactylochelifer marlausicola
- Dactylochelifer maroccanus
- Dactylochelifer martensi
- Dactylochelifer minor
- Dactylochelifer mongolicola
- Dactylochelifer monticola
- Dactylochelifer mrciaki
- Dactylochelifer nubicus
- Dactylochelifer pallidus
- Dactylochelifer popovi
- Dactylochelifer redikorzevi
- Dactylochelifer ressli
- Dactylochelifer saharensis
- Dactylochelifer scaurus
- Dactylochelifer scheuerni
- Dactylochelifer shinkaii
- Dactylochelifer silvestris
- Dactylochelifer somalicus
- Dactylochelifer spasskyi
- Dactylochelifer syriacus
- Dactylochelifer vtorovi